# Cal Perpinyà
Cal Perpinyà és un edifici residencial d'Olesa de Montserrat (Baix Llobregat) que forma part de l'Inventari del Patrimoni Arquitectònic de Catalunya. Fou construït a inicis del s. XX. Va ser propietat del Dr. Perpinyà, antic metge de la vila. Actualment és una residència per a la tercera edat.

## Descripció
És un edifici de planta baixa i pis, de forma rectangular, amb xamfrà al carrer de Clavé. És construït amb maó i conserva un bells forjats als balcons. La porta d'entrada és d'arc escarser. Té l'entrada pel mateix xamfrà; sobre l'entrada hi ha el balcó, amb un ampli finestral modulat en tres parts, separades entre elles per columnes dòriques. Les altres dues façanes es componen de planta baixa amb finestres amb arc rebaixat i de planta pis amb balconeres amb balcó individual. Un ampli fris decorat amb garlandes fetes amb estuc se situa sota la cornisa que remata l'edifici i de la qual parteix el terrat. Malgrat la manca de documentació, podem dir que és un edifici construït entre els anys 20 i 30 del segle xx.